# Azzaz
Azzaz (amharisch አዛዥ) war ein Titel am Hof des Negus Negest (Kaisers) von Äthiopien und bedeutet sinngemäß der Befehlende. Diese hohe Würde existierte bereits im 15. Jahrhundert. Der Titel wurde von verschiedenen hohen Würdenträgern geführt und war seit dem 16. Jahrhundert eine der höchsten  weltlich-staatlichen Würden des Kaiserreichs. Das höchste kaiserliche Gericht bestand aus vier vom Kaiser persönlich ernannten Azzaz. Zunächst wurden nur Mitglieder aus der Herrscherfamilie zum Azzaz ernannt. Kaiser Tewodros II. (1855–1868) verlieh diesen Titel auch Mitgliedern anderer äthiopischer Fürstengeschlechter. Unter einigen Kaisern wurden aber auch die Schatzmeister und die Kommandeure der Kaiserlichen Garde mit dem Titel des Azzaz geehrt. In der jüngeren Vergangenheit war Azzaz dann ein hoher Titel in der Verwaltungshierarchie Äthiopiens und  mit der Ausübung verschiedener Ressorts verbunden. 